# Eros Pérez
Eros Roque Pérez Salas (Santiago del Cile, 3 giugno 1976) è un ex calciatore cileno, di ruolo difensore.